# Фридрих (ландграф Гессен-Эшвеге)
Фридрих Гессен-Эшвегский (нем. Friedrich von Hessen-Eschwege; 9 мая 1617, Кассель — 24 сентября 1655, под Познанью) — ландграф Гессен-Эшвеге с 1632 года.

## Биография
Фридрих — восьмой ребёнок в семье ландграфа Морица Гессен-Кассельского. В соответствии с отцовским распоряжением, сделанным незадолго до отречения в пользу старшего сына Вильгельма V, Фридрих получил во владение Гессен-Эшвеге. По настоянию своей второй супруги и матери Фридриха Юлианы ландграф Мориц выделил из гессенских земель так называемую «ротенбургскую четверть», чтобы поделить её между сыновьями, родившимися во втором браке. Старший брат Фридриха Герман получил Ротенбург, Фридриху достался Эшвеге, а младшему Эрнсту — бывшее графство Катценельнбоген с резиденцией в крепости Рейнфельс. Сам ландграф Мориц после отречения и до своей смерти проживал в Эшвеге. Во время Тридцатилетней войны на пасху 1637 года Эшвеге и в особенности местный замок были разрушены и разграблены.
Фридрих сделал великолепную военную карьеру в шведской армии, дослужившись до звания генерал-майора. О военной службе Фридриха во время Тридцатилетней войны сведения отсутствуют. Известно, что Фридрих руководил шведскими частями во время Второй Северной войны между Швецией и Польшей в 1655—1661 годах. Находясь на военной службе в шведской армии, Фридрих проводил больше времени при шведском королевском дворе, чем в своём Эшвеге. Его ландграфством управляла общая княжеская канцелярия трёх братьев, но и сам правитель Эшвеге заботился о своих подданных и занимался восстановлением Эшвеге после Тридцатилетней войны. Фридрих вступил в Плодоносное общество под именем «Летающий» (Der Fliegende).
Фридрих Гессен-Эшвегский погиб, находясь на военной службе у короля Швеции Карла X под Познанью. Земли Гессен-Эшвеге отошли брату Эрнсту Гессен-Рейнфельсскому. После двух лет скитаний гроб с останками Фридриха был погребён в рыночной церкви Св. Дионисия в Эшвеге. Эшвегский замок был предоставлен вдове Фридриха, но та решила выехать в свои шведские владения Остенхольц под Бременом. Она умерла в 1692 году и была похоронена рядом с мужем.

## Брак и потомки
Фридрих женился 8 сентября в Стокгольме на Элеоноре Екатерине Пфальц-Цвейбрюкен-Клеебургской (1626—1692), дочери пфальцграфа Иоганна Казимира Пфальц-Цвейбрюккенского (1589—1652) и сестры короля Швеции Карла X. В этом браке родились:
- Маргарита (1647)
- Кристина (1649—1702), замужем за Фердинандом Альбрехтом I Брауншвейг-Бевернским (1636—1687)
- Елизавета (1650—1651)
- Юлиана (1652—1693), замужем за Жаком Маршаном, бароном Лилиенбургским (1656—1703)
- Шарлотта (1653—1708), замужем за Августом Саксен-Вейсенфельским (1650—1674), сыном герцога Августа Саксен-Вейсенфельского (1614—1680), затем за Иоганном Адольфом Бентгейм-Текленбургским (1637—1704), развод в 1693
- Фридрих (1654—1655), наследный принц Гессен-Эшвеге